# خارخار (گدابیگ)
خارخار (به لاتین: Xarxar) یک منطقه مسکونی در جمهوری آذربایجان است که در شهرستان گدابیگ واقع شده است. خارخار ۱۵۵۰ نفر جمعیت دارد.